# The Lost Chord (filme de 1925)

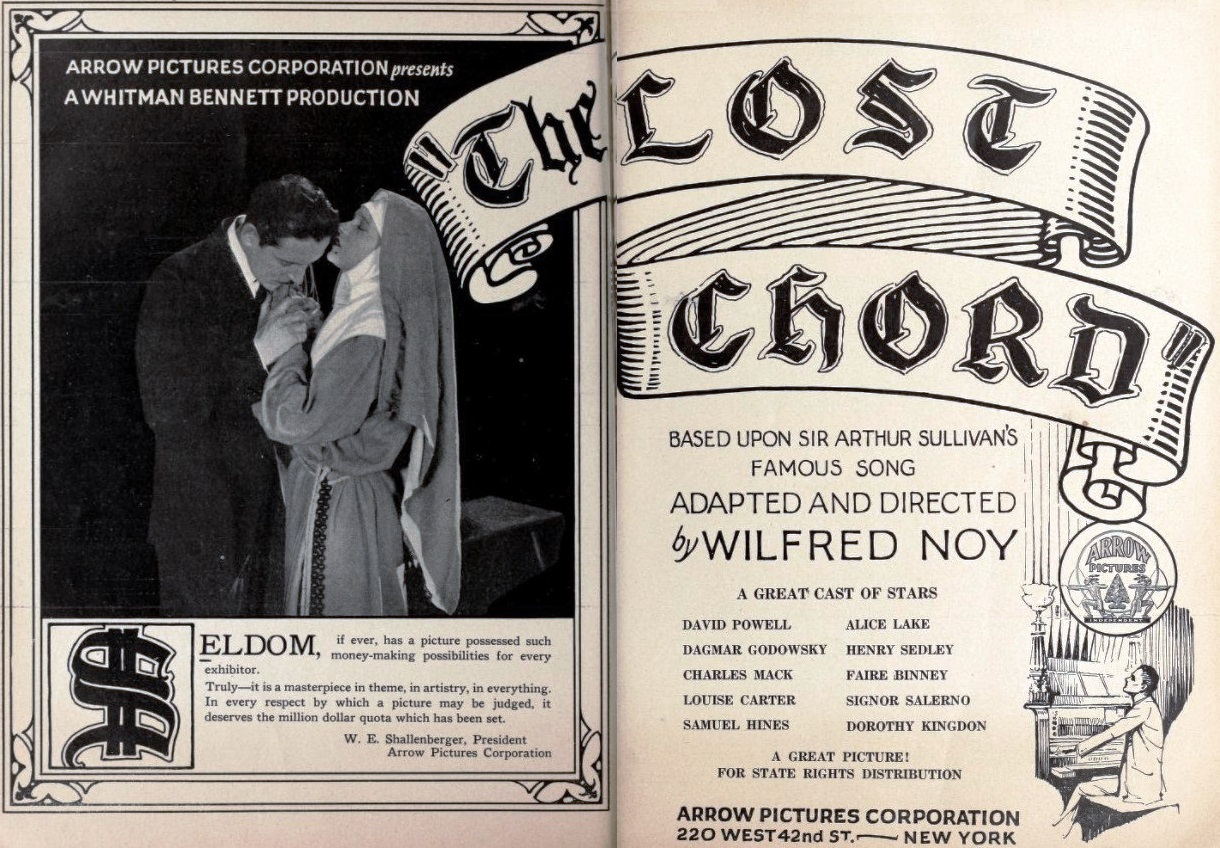
Cartaz de anúncio de The Lost Chord.

The Lost Chord é um filme mudo do gênero drama produzido nos Estados Unidos, dirigido por Wilfred Noy e lançado em 1925. É atualmente considerado filme perdido.